# Mamakan
Mamakan (russisch Мамакан) ist eine Siedlung städtischen Typs im Nordosten der Oblast Irkutsk.
Sie ist Heimatstadt des ehemaligen russischen Fußballspielers Fedor Kudrjaschow.